# Windows Live OneCare Safety Scanner
Windows Live OneCare Safety Scanner（ウィンドウズ ライブ ワンケア セーフティ スキャナー）とは、ActiveXを使い、コンピュータをスキャンする、マイクロソフトのWindows Liveのサービスのひとつで、無料提供されている。日本ではWindows Live OneCare PC セーフティという名称で提供していた。
2011年にサービスを終了した。
また、Windows Live OneCare PC セーフティからMicrosoft Safety Scannerに名称を変更した。
現在ウイルススキャンのみ対応している。

## スキャンの種類
4種類のスキャンとフルスキャンを実行できる。
プロテクト
ウイルスやスパイウェアなどの有害なソフトウェア、インターネット接続の脆弱性をスキャンする。
クリーンアップ
古い一時ファイルやレジストリをスキャンし、削除する。
チューンアップ
ハードディスクの最適化をする。
クイックスキャン
メモリ内のウイルスやスパイウェアなどの有害なソフトウェアの感染しやすいところだけをスキャンする。
また、クイックスキャンは、以下のいずれかの条件を満たしていることが必要。
- 最近、スキャンするコンピュータに対しフルスキャンを実行した。
- スキャンするコンピュータがウイルスに感染している可能性がある。

フルスキャン
上記のプロテクト、クリーンアップ、チューンアップを3種類のスキャンを行う